# 維亞蒂納河
49°54′14″N 25°03′14″E / 49.90389°N 25.05389°E
維亞蒂納河（烏克蘭語：Вятина）是烏克蘭的河流，位於該國西部利維夫州和特諾皮爾州，屬於塞雷特普拉維河的支流，發源自韋爾霍布日北面，河道全長21公里。